# Lijst van rijksmonumenten in Rockanje
De plaats Rockanje telt 16 inschrijvingen in het rijksmonumentenregister. Hieronder een overzicht.
| Object                                        | Oorspronkelijke functie?  | Bouwjaar              | Architect                           | Locatie             | Coördinaten?                 | Nr.?   | Afbeelding           |
| --------------------------------------------- | ------------------------- | --------------------- | ----------------------------------- | ------------------- | ---------------------------- | ------ | -------------------- |
| Vakantiehuis met schuur                       | Woonhuis                  | 1929-1930             | J.A. Brinkman en L.C. van der Vlugt | Rondeweiweg 5       | 51° 51' 49" NB, 4° 3' 53" OL | 334746 | Meer afbeeldingen    |
| Korenmolen                                    | Industrie- en poldermolen | 1718                  |                                     | Molendijk 32        | 51° 52' 38" NB, 4° 4' 51" OL | 38891  | Meer afbeeldingen    |
| Nederlands Hervormde Kerk                     | Kerk en kerkonderdeel     | 16e eeuw              |                                     | Dorpsweg 27         | 51° 52' 27" NB, 4° 4' 14" OL | 38899  | Meer afbeeldingen    |
| Huize Olaertsduyn (landhuis)                  | Kasteel, buitenplaats     | 1910-1911             | J.W. Hanrath                        | Windgatseweg 2      | 51° 53' 48" NB, 4° 4' 32" OL | 520819 | Meer afbeeldingen    |
| Olaertsduyn: tuin- en parkaanleg              | Tuin, park en plantsoen   | 1910-1911             | L.A. Springer                       | Windgatseweg bij 2  | 51° 53' 48" NB, 4° 4' 32" OL | 520820 | Meer afbeeldingen    |
| Strypemonde: landhuis                         | Tuin, park en plantsoen   | 1936-1937             | J.W. Janzen                         | Windgatseweg 18     | 51° 53' 53" NB, 4° 4' 12" OL | 520822 | Meer afbeeldingen    |
| Strypemonde: toegangshek                      | Erfscheiding              | 1937                  | J.W. Janzen                         | Windgatseweg bij 18 | 51° 53' 50" NB, 4° 3' 49" OL | 520823 | Meer afbeeldingen    |
| Strypemonde: voetgangersbrug                  | Brug                      | 1937                  | J.W. Janzen                         | Windgatseweg bij 18 | 51° 53' 50" NB, 4° 3' 49" OL | 520824 | Upload foto          |
| Strypemonde: ponystal met hooiberg            | Boerderij                 | 1937                  | J.W. Janzen                         | Windgatseweg bij 18 | 51° 53' 53" NB, 4° 4' 12" OL | 520825 | Upload foto          |
| Strypemonde: houtschuur                       | Opslag                    | 1937                  |                                     | Windgatseweg bij 18 | 51° 53' 53" NB, 4° 4' 12" OL | 520826 | Upload foto          |
| Strypemonde: twee veeshelters                 | Boerderij                 | 1937                  | J.W. Janzen                         | Windgatseweg bij 18 | 51° 53' 53" NB, 4° 4' 12" OL | 520827 | Upload foto          |
| Strijpemonde: historische tuin- en parkaanleg | Tuin, park en plantsoen   | 15e eeuw (oorsprong)  |                                     | Windgatseweg bij 18 | 51° 53' 45" NB, 4° 3' 48" OL | 530044 | Meer afbeeldingen    |
| Strijpemonde: De Schaapskooi                  | Boerderij                 | ca. 1910              |                                     | Windgatseweg 16     | 51° 53' 54" NB, 4° 4' 11" OL | 530045 | Meer afbeeldingen    |
| Duinboerderijtje                              | Boerderij                 | 1910                  |                                     | Duinstraat 18       | 51° 54' 10" NB, 4° 4' 15" OL | 520828 | Duinboerderijtje     |
| Kleine duinboerderij                          | Boerderij                 | 1910                  |                                     | Duinstraat 22       | 51° 54' 12" NB, 4° 4' 17" OL | 520829 | Kleine duinboerderij |
| Olaertsduyn: houten schuurtje                 | Bijgebouwen kastelen enz. | eerste helft 20e eeuw |                                     | Windgatseweg bij 2  | 51° 53' 48" NB, 4° 4' 32" OL | 525581 | Meer afbeeldingen    |